# 심득경 초상
심득경 초상(沈得經 肖像)은 조선 후기의 화가 윤두서가 1710년에 심득경을 그린 초상화이다. 2006년 12월 29일 대한민국의 보물 제1488호로 지정되었다.

## 개요
심득경(沈得經 1673년-1710년 10월 13일(음력 8월 21일))의 본관은 청송(靑松)이며 자세한 행적은 전하지 않는다. 이 초상은 동파관에 유복 차림을 하고 의자에 앉아 있는 좌안칠분면 전신좌상이다. 화면 상단에 “定齋處士沈公眞”이라고 예서로 쓰여 있다. 그리고 우측 상단에는 이서(李漵: 1663년 1월 11일(음력 1662년 12월 3일)~1723년 4월 16일(음력 3월 12일))가 지은 찬을 윤두서(尹斗緖 1668-1715)가 썼으며, 왼쪽 상단에 다시 이서의 찬이 적혀있다. 그리고 우측 아래 쪽에 “維 王三十六年庚寅十一月寫時 公歿後第四月也海南尹斗緖謹齋心寫”라고 쓰여 있어 윤두서가 숙종 36년인 1710년 11월에 추화(追畵)한 것임을 알 수 있다.
얼굴이나 의복의 묘사는 다소 과장과 형식화가 엿보이고 있어서 사실적 묘사로서의 초상화의 특징과 유형화된 표현을 위주로 하는 일반 인물화의 요소를 함께 지니고 있다고 할 수 있다. 남태응(南泰膺)의 청죽화사(靑竹畵史)에 이 초상에 대하여 적혀있는데 친구 심득경이 죽은 후 윤두서가 그의 초상을 그리니 심득경 가족들이 이를 보고 모두 울었다고 전한다.
조선후기 대표적 문인화가인 윤두서가 그린 초상화로서 의미가 크며 회화성도 높은 중요한 작품이다.

## 심득경과 윤두서는 친척 관계
- 심득경(沈得經)은 경종과 영조 때 이조판서, 판의금부사, 판중추부사, 기로소, 봉조하를 역임한 남인과 소론의 거두 추우당 심단(追尤堂 沈檀)의 둘째 아들로 진사에 급제하였다.
- 심단(沈檀)은 남인 산림 예조참의 고산 윤선도(孤山 尹善道)의 외손자이다. 심단의 아버지 심광면(沈光沔)이 윤선도의 사위이다. 그러므로, 심득경은 윤선도의 외증손자이다.
- 심광면의 사촌 심광사(沈光泗)의 사위 윤이석(尹爾錫)의 아들이 바로 윤두서(尹斗緖)이다. 즉, 윤두서는 심광사의 외손자이다. 또한, 윤이석은 윤선도의 손자이므로 윤두서는 윤선도의 증손자이다.
- 심득경은 심광면(沈光沔)의 손자이고 윤두서는 심광사(沈光泗)의 외손자이다. 또한, 심득경은 윤선도의 외증손자이고 윤두서는 윤선도의 증손자이다.

## 같이 보기
- 윤두서
- 윤선도
- 심단